# Singarva
Singarva é uma vila no distrito de Ahmadabad, no estado indiano de Gujarat.

## Demografia
Segundo o censo de 2001, Singarva tinha uma população de 9884 habitantes. Os indivíduos do sexo masculino constituem 52% da população e os do sexo feminino 48%. Singarva tem uma taxa de literacia de 59%, inferior à média nacional de 59,5%: a literacia no sexo masculino é de 69% e no sexo feminino é de 49%. Em Singarva, 16% da população está abaixo dos 6 anos de idade.